# بولونگونگو
بولونگونگو (به لاتین: Bolongongo) یک منطقهٔ مسکونی در آنگولا است که در استان کوانزای شمالی واقع شده‌است. بولونگونگو ۱۳٬۰۱۹ نفر جمعیت دارد.